# Cili
Els cilis són uns orgànuls amb formes filamentoses que trobem recobrint la membrana citoplasmàtica en un gran nombre de cèl·lules eucariotes.
Són semblants a pèls molt curts que es mouen de manera coordinada per desplaçar la cèl·lula per un medi fluid. A part d'aquesta funció també serveixen per atreure aliment cap a un petit orifici que fa les funcions de "boca". Totes les cèl·lules que tenen cilis s'anomenen ciliades.
L'etimologia del mot cili sembla que prové del llatí cilium en singular, cilia en plural (pestanya).
Hi ha dos tipus de cilis: motors i no motors, o cilis primaris, que generalment són òrgans sensitius. En eucariotes, els cilis motors i els flagels constitueixen tots junts un grup d'orgànuls coneguts com a undulipodis. Els cilis eucariotes són estructuralment idèntics als flagels, malgrat que de vegades es puguin diferenciar per la funció i/o la llargària.

## Tipus i distribució
Els cilis es poden dividir en primaris i motors.

### Cilis primaris o no motors
En animals, els cilis primaris es troben gairebé a totes les cèl·lules.
En comparació amb els cilis motors, generalment només hi ha un cili primari per cèl·lula, com té lloc gairebé a totes les cèl·lules dels mamífers. A més, hi ha exemples de cilis primaris especialitzats en òrgans sensorials humans com l'ull o el nas:
- El segment exterior de la cèl·lula fotoreceptora de l'ull humà està connectat al cos cel·lular amb un cili primari especialitzat.[6]
- La dendrita de la neurona olfactiva, on es troben els receptors olfactius, també conté cilis primaris (uns 10 cilis per dendrita).[7] En els nassos dels mamífers aquests cilis estan distribuïts segons un patró particular que els assegura una gran sensibilitat als olors.[8]

Tot i que el cili primari es va descobrir el 1898, va ser ignorat durant un segle. Només recentment s'ha aconseguit un gran progrés en la comprensió de la funció del cili primari. Fins a la dècada de 1990, la visió predominant sobre el cili primari era que es tractava simplement d'un orgànul vestigial sense una funció important. Resultats recents sobre els seus rols fisiològics en la sensació química, la transducció del senyal i el control del creixement cel·lular, han permès als científics reconèixer la seva importància en la funció cel·lular, amb el descobriment del seu paper en malalties no reconegudes prèviament que impliquen la disgènesi i la disfunció del cili, com ara la malaltia renal poliquística, la cardiopatia congènita, i un grup emergent de ciliopaties genètiques. Actualment se sap que el cili primari té un paper important en la funció de molts òrgans humans. L'actual comprensió científica dels cilis primaris els considera "antenes cel·lulars sensorials que coordinen una gran quantitat de vies de senyalització, que de vegades acoblen la senyalització als cilis motors o, alternativament, a la divisió cel·lular i la diferenciació".

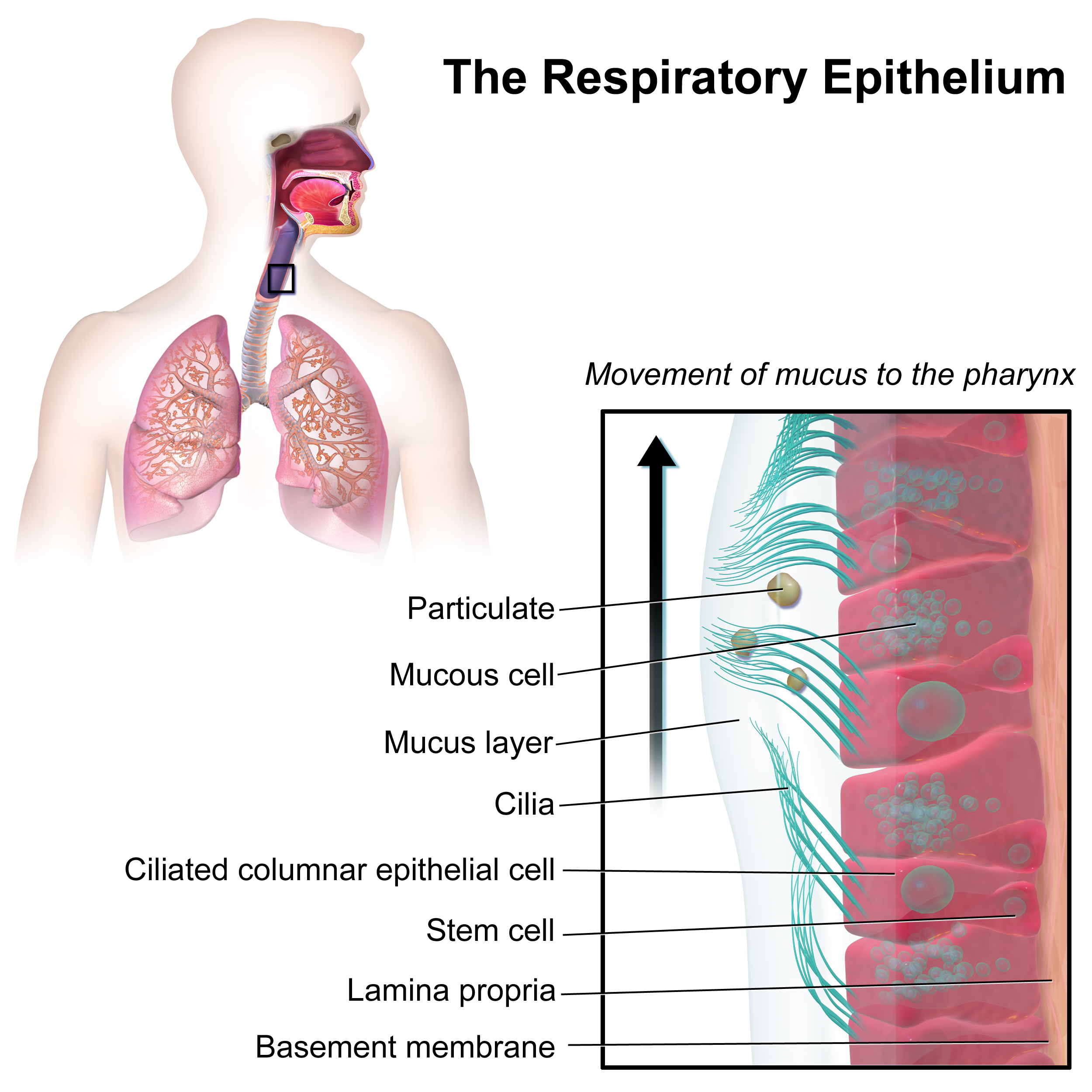
Il·lustració que representa cilindres motors.

### Cilis motors
Els grans eucariotes, com els mamífers, tenen cilis motors, que generalment estan presents a la superfície de la cèl·lula en gran nombre i que es mouen en onades coordinades.
- En humans, per exemple, els cilis motors es troben en el revestiment de la tràquea i els bronquis, on escombren mucositats i brutícia dels pulmons.[17][18]
- En femelles de mamífers, els moviment dels cilis a les trompes de fal·lopi permet els desplaçament de l'òvul des de l'ovari fins a l'úter.[17][19]

El funcionament dels cilis motors depèn en gran manera del manteniment dels nivells òptims de fluid que envolten el cili. Els canals epitelials de sodi (ENaC, sigles en anglès de "Epithelial sodium channel"), que s'expressen específicament al llarg de tota la longitud del cili, serveixen aparentment com a sensors de regulació del nivell de fluid que envolta el cili.
Els ciliats són organismes microscòpics aquàtics que posseeixen exclusivament cilis motors i els utilitzen per a la locomoció o simplement per moure líquids per sobre de la seva superfície.

## Estructura, formació, manteniment i funció

Cili motor d'un eucariota

A l'interior dels cilis i els flagels es troba un citoesquelet format per microtúbuls anomenats axonemes. Generalment l'axonema dels cilis primaris té un anell de nou doblets externs de microtúbuls (anomenats axonemes 9+0) i dos singlets de microtúbuls centrals a més dels nou doblets externs (anomenats axonemes 9+2). El citoesquelet actua com a bastida per a diversos complexos de proteïnes i proporciona llocs d'unió per a proteïnes moleculars motores com la cinesina II, que ajuda a transportar proteïnes cap amunt i avall dels microtúbuls.
La dineïna de l'axonema forma ponts entre els doblets de microtúbuls veïns. Quan l'ATP activa la dineïna, aquesta intenta desplaçar-se al llarg dels doblets dels microtúbuls contigus. Això obligaria als doblets adjacents a lliscar-se els uns amb els altres si no fos per la presència de nexina entre els doblets dels microtúbuls. Per tant, la força generada per la dineïna es converteix en un moviment de flexió.
Els cilis es formen a través del procés de ciliogènesi. Els blocs constructors del cili, com ara les tubulines i altres proteïnes de l'axonema parcialment formades, s'afegeixen als extrems dels cilis que apunten al cos de la cèl·lula. En la majoria de les espècies, la motilitat bidireccional anomenada transport intraflagel·lar (IFT) té un paper essencial en el trasllat d'aquests materials de construcció des del cos cel·lular fins al lloc de muntatge. IFT també transporta el material reciclable des de la punta ciliar fins al cos cel·lular. Regulant l'equilibri entre aquests dos processos IFT, es pot mantenir dinàmicament la longitud del cili. El desmuntatge dels cilis requereix l'acció de l'enzim Aurora A quinasa.
Les excepcions en què IFT no està present inclouen plasmodi falcípar, que és una de les espècies de plasmodi que causa la malària en humans. En aquest paràsit, els cilis s'uneixen en el citoplasma.
La base del cili, on aquest s'uneix al cos cel·lular, és el centre organitzador de microtúbuls, el cos basal. Algunes proteïnes basals del cos com CEP164, ODF2 i CEP170, regulen la formació i l'estabilitat del cili. Una zona de transició entre el cos basal i l'axonema "serveix com a estació d'acoblament per al transport intraflagel·lar i les proteïnes motores".
En efecte, el cili és una nanomàquina composta de potser més de 600 proteïnes en complexos moleculars, moltes de les quals també funcionen independentment com nanomàquines.

### Arrel ciliar
L'arrel ciliar és una estructura similar a un citoesquelet que s'origina des del cos basal a l'extrem proximal d'un cili. S'estén cap al nucli cel·lular. Solen tenir un diàmetre d'entre 80 i 100 nm i contenen estries creuades distribuïdes a intervals regulars d'aproximadament 55-70 nm. Segons el Gene Ontology, entre d'altres, a l'arrel ciliar es poden trobar les següents proteïnes: proteïna precursora amiloide, rootletina, cinesines (KIF5B, KIF5C, KLC2, KLC3) i presenilines (PSEN1, PSEN2).

### Sensació de l'entorn extracel·lular
Alguns cilis primaris de cèl·lules epitelials d'eucariotes actuen com antenes cel·lulars, proporcionant la quimiosensació, la termosensació i la mecanosensació de l'entorn extracel·lular. Per tant, aquests cilis tenen un paper en el control de senyals específics, inclosos els factors de solubilitat de l'entorn cel·lular extern, un paper secretor en el qual s'allibera una proteïna soluble que té un efecte més avall del flux de fluids i el control del flux de fluids si els cilis són motors. Algunes cèl·lules epitelials estan ciliades, i solen existir com una fulla de cèl·lules polaritzades que formen un tub o un túbul amb cilis que es projecten cap al lumen. Aquest paper sensorial i de senyalització fa que els cilis tinguin un paper central en el manteniment de l'entorn cel·lular local, fet que podria ser el motiu de que els defectes ciliars causin una gran varietat de malalties humanes.

## Malalties relacionades amb els cilis
Els defectes ciliars poden provocar una sèrie de malalties humanes. Les mutacions genètiques comprometen el correcte funcionament de cilis, podent causar trastorns crònics com la disquinèsia ciliar primària, la nefronoftisi o la síndrome de Senior-Loken. A més, un defecte del cili primari de les cèl·lules del túbul renal pot conduir a la poliquistosi renal. En un altre trastorn genètic anomenat síndrome de Bardet-Biedl, els productes gènics mutants són els components del cos basal i del cili.
La manca de cilis funcionals a les trompes de Fal·lopi pot causar un embaràs ectòpic. Un òvul fertilitzat no pot arribar a l'úter si el cili és incapaç de moure'l. En aquest cas, l'òvul s'instal·larà a les trompes de Fal·lopi, causant l'embaràs ectòpic.
Com s'ha assenyalat anteriorment, els canals epitelials de sodi (ENaC) que s'expressen al llarg del cili, regulen el nivell de fluid que envolta el cili. Les mutacions que disminueixen l'activitat de ENaC donen lloc a un pseudohipoaldosteronisme, que s'associa a problemes de fertilitat. En la fibrosi quística que es deriva de mutacions en el canal de clor CFTR, s'incrementa l'activitat de ENaC, fet que condueix a una reducció greu del nivell de fluid que causa complicacions i infeccions en les vies respiratòries.
Atès que el flagel de l'esperma humà és en realitat un cili modificat, la disfunció ciliar també pot ser responsable de la infertilitat masculina.
Existeix una associació de la disquinèsia ciliar primària amb anomalies anatòmiques esquerra-dreta com ara situs inversus (una combinació de troballes coneguda com a síndrome de Kartagener) i altres defectes heterotàxics. Aquestes anomalies anatòmiques d'esquerra i dreta també poden causar malalties congènites del cor. S'ha demostrat que una funció ciliar correcta és responsable de l'asimetria normal esquerra-dreta dels mamífers.

### La ciliopatia com a origen de malalties genètiques amb múltiples símptomes
Descobriments recents en investigació genètica han suggerit que una gran quantitat de trastorns genètics, tant síndromes genètics com malalties genètiques no sindròmiques, que no estaven referenciats anteriorment en la literatura mèdica, són, de fet, la causa principal d'un conjunt variat de símptomes mèdics que són clínicament visibles en diversos tipus de patologies. Aquests trastorns s'han agrupat en una classe de malalties anomenades ciliopaties. La causa subjacent pot ser la disfunció de mecanismes moleculars en els cilis primaris. Les ciliopaties afecten negativament nombroses vies de senyalització del desenvolupament crítiques i essencials per al desenvolupament cel·lular i, per tant, ofereixen una hipòtesi plausible per la sovint multi-simptomàtica naturalesa d'un gran conjunt de condicions. Les ciliopaties conegudes inclouen la disquinèsia ciliar primària, la síndrome de Bardet-Biedl, la poliquistosi renal, la poliquistosi hepàtica, la nefronoftisi, la síndrome d'Alstrom, la síndrome de Meckel-Gruber, la síndrome de Sensenbrenner i algunes formes de degeneració de la retina.